# 그날 (드라마)
《그날》은 한국방송공사 1TV 특집드라마이다.

## 제작진
- 극본 : 김동현
- 연출 : 하강일

## 출연진
- 김병기
- 김진해
- 백일섭
- 허진